# باک (لو)
باک (به فرانسوی: Bach) یک کمون (فرانسه) در فرانسه است که در canton of Lalbenque واقع شده‌است. باک ۲۱٫۰۲ کیلومتر مربع مساحت دارد.